# Paralephana uniplagiata
Paralephana uniplagiata là một loài bướm đêm trong họ Noctuidae.